# Atsushi Kawata
Atsushi Kawata (japanisch 河田 篤秀, Kawata Atsushi; * 18. September 1992 in der Präfektur Osaka) ist ein japanischer Fußballspieler.

## Karriere
Atsushi Kawata erlernte das Fußballspielen in der Universitätsmannschaft der Hannan-Universität. Seinen ersten Vertrag unterschrieb er 2015 in Singapur bei Albirex Niigata. Der Verein ist ein Ableger des japanischen Vereins Albirex Niigata, der in der ersten Liga Singapurs, der S. League, spielte. 2016 wurde er Meister und gewann den Singapore Cup und den League Cup. 2017 wechselte er 2 Jahre zum Stammverein. Der Verein spielte in der höchsten japanischen Liga, der J1 League. Ende 2017 stieg er mit Albirex Niigata in die zweite Liga ab. 2019 unterschrieb er einen Vertrag beim Ligakonkurrenten Tokushima Vortis in Tokushima. Mit Vortis feierte er 2020 die Zweitligameisterschaft und den Aufstieg in die erste Liga. Im Juli 2021 wechselte er zum Zweitligisten Ōmiya Ardija. Am Ende der Saison 2023 belegte er mit Ōmiya Ardija den vorletzten Tabellenplatz und musste somit in die dritte Liga absteigen. Nach dem Abstieg verließ er den Verein und schloss sich dem Erstligisten Sagan Tosu an. Für den Verein aus Toso bestritt er 22 Ligaspiele. Im Juli 2024 unterschrieb er in Kusatsu einen Vertrag beim Zweitligisten Thespakusatsu Gunma. Am Ende der Saison 2024 musste er mit dem Verein als Tabellenletzter den Weg in die Drittklassigkeit antreten.

## Erfolge
Albirex Niigata (Singapur)
- S. League: 2016
- Singapore Cup: 2016
- Singapore League Cup: 2016

Tokushima Vortis
- Japanischer Zweitligameister: 2020  ▲

## Auszeichnungen
- Spieler des Jahres: S. League 2016